# جيمس سيريتاني
جيمس سيريتاني (بالإنجليزية: James Cerretani)‏ مواليد 2 أكتوبر 1981 في قراءة، ماساتشوستس، الولايات المتحدة، هو لاعب كرة مضرب أمريكي بدأ مسيرته كمحترف سنة 2005 يلعب باليد اليسرى. أعلى تصنيف له في الفردي كان المركز الـ 620 في سنة 2006.

## الخط الزمني للزوجي
مفتاح
| ف | ن | ن.ن | ر.ن | د# | د.م | ل | أ.أ | ت | غ | ب | ف | ذ | م.خ | ل.ت |

(ف) فاز بالبطولة (ن) وصل النهائي (ن.ن) نصف النهائي (ر.ن) ربع النهائي (د#) الأدوار الأربعة الأولى (د.م) دور المجموعات (ل) شارك في كأس ديفيز (أ.أ) خرج من الأدوار الاولى (ت) خسر التصفيات التأهيلية (غ) غاب عن الحدث أو البطولة (ب) حصل على ميدالية برونزية (ف) حصل على ميدالية فضية (ذ) حصل على ميدالية ذهبية (م.خ) بطولة الماسترز خُفضت إلى مرتبة أقل (ل.ت) البطولة لم تعقد في السنة المعينة.
لتجنب الارتباك وازدواجية الحساب، يتم تحديث هذه المعلومات إما في نهاية البطولة، أو عندما تكون مشاركة اللاعب في البطولة قد انتهت.
| الدورة             | 2008 | 2009 | 2010 | 2011 | 2012 | 2013 | 2014 | ف-خ   |
| ------------------ | ---- | ---- | ---- | ---- | ---- | ---- | ---- | ----- |
| دورات الجراند سلام |      |      |      |      |      |      |      |       |
| أستراليا المفتوحة  | غ    | د1   | د1   | غ    | د1   | د1   | غ    | 0–4   |
| فرنسا المفتوحة     | غ    | د2   | د1   | د1   | د2   | د1   |      | 2–5   |
| بطولة ويمبلدون     | د2   | د2   | د1   | ر.ن  | ر.ن  | غ    |      | 8–5   |
| أمريكا المفتوحة    | د1   | د1   | غ    | د2   | د1   | غ    |      | 1–4   |
| فوز-خسارة          | 1-2  | 2–4  | 0–3  | 4–3  | 4–4  | 0–2  | 0–0  | 11–18 |

## روابط خارجية
- جيمس سيريتاني على موقع رابطة محترفي التنس (الإنجليزية)
- جيمس سيريتاني على موقع الاتحاد الدولي لكرة المضرب (الإنجليزية)
- جيمس سيريتاني على موقع خلاصة التنس.كوم (الإنجليزية)
- جيمس سيريتاني على موقع إي إس بي إن.كوم (الإنجليزية)